# 日立システムズフィールドサービス
株式会社日立システムズフィールドサービス（英: Hitachi Systems Field Services, Ltd.）は、東京都江東区に本社を置き、IT関連機器などの予防保守・定期点検・障害対応や、人材派遣、オンデマンド印刷サービスなどを行う日本の企業である。日立システムズの完全子会社。

## 事業
事業領域は以下の6つである
- 保守サービス
- ファシリティサービス
- ネットワークサービス
- ビジネスサポート
- マネジメントサービス
- 製品販売

## 沿革
- 1996年（平成8年）6月 - 株式会社でんさテクノ東京として会社設立
- 2011年（平成23年）10月 - 社名を日立システムズ・テクノサービス株式会社に商号変更
- 2017年（平成29年）4月 - 日立システムズファシリティサービスの事業を継承、同時に 株式会社日立システムズフィールドサービスに社名変更[3]
- 2021年（令和3年）4月 - 株式会社日立システムズネットワークスを吸収合併